# Xavier Franceschi
Pour les articles homonymes, voir Franceschi.
Xavier Franceschi est directeur du FRAC Île-de-France depuis février 2006.

## Formation
Arts plastiques et sciences de l’art à l’Université de Paris I.

## Fonctions

### Directeur duCentre d’art de Brétigny-sur-Orge(1991-2002)
Il y a organisé des expositions d’importance notamment avec Pierre Bismuth, Michel Blazy, Maurizio Cattelan, Carsten Höller, Philippe Ramette, l’Atelier van Lieshout et Xavier Veilhan.

### Inspecteur de la création artistique à la Délégation aux arts plastiques (2002-2006)
Il a conduit d’importants projets de commandes publiques en tant qu’Inspecteur de la création artistique à la Délégation aux arts plastiques. 

### Directeur du FRAC Île-de-France (2006-)
Élu en décembre 2005 par un jury composé de 11 personnes parmi lesquels des représentants des partenaires publics, des professionnels et des artistes, il prend ses fonctions en février 2006.

## Commissariat d'exposition

### 1993
- Claude Closky, Centre d’art contemporain de Brétigny, Brétigny-sur-Orge.

### 2003
- Faits et Gestes, dans le cadre des 20 ans des FRAC, Rencontres Internationales de Photographie, Arles

### 2006
- Sudden Impact, Le Plateau (centre d'art contemporain), Paris

## Publications
Il a publié de nombreux catalogues et livres d’artistes dont les premières monographies consacrées à Ghada Amer (1994), Alain Declercq (2001), Richard Fauguet (1995), Bruno Perramant (2001) et Franck Scurti (1996).